# Serge Nigg
Serge Nigg (ur. 6 czerwca 1924 w Paryżu, zm. 12 listopada 2008) – francuski kompozytor.

## Życiorys
W wieku 10 lat podjął naukę gry na fortepianie u Ginette Martenot. W latach 1941–1945 studiował w Konserwatorium Paryskim u Simone Plé-Caussade (kontrapunkt i fuga) oraz Oliviera Messiaena (harmonia i kompozycja). Od 1946 do 1948 roku odbył także kurs techniki dodekafonicznej u René Leibowitza. W 1949 roku wspólnie z Rogerem Désormière’em, Louisem Dureyem i Charlesem Koechlinem założył lewicową Association Française des Musiciens Progressistes, odwołującą się do ogłoszonej w manifeście paryskim z 1948 roku zasady socrealizmu w muzyce. W latach 50. nawiązał współpracę z rozgłośnią ORTF, w 1956 roku został członkiem jej komitetu muzycznego. Od 1944 roku należał do Francuskiej Partii Komunistycznej, z którą zerwał po stłumieniu przez wojska radzieckie powstania węgierskiego. W latach 1967–1982 pełnił funkcję inspektora teatrów operowych we francuskim ministerstwie kultury. Od 1978 do 1989 roku wykładał kompozycję w Konserwatorium Paryskim. W latach 1982–1989 był przewodniczącym Sociéte National de Musique. W 1989 roku został wybrany na członka Académie des Beaux-Arts, w 1995 roku objął funkcję jej przewodniczącego.
Nagrodzony został Prix Italia (1958), Grand Prix Musical de la ville de Paris (1974), Grand Prix du SACEM (1978, 1991), Prix Florence Gould (1983), Prix René Dumensil (1987) i sześciokrotnie Grand Prix du Disque. W 1980 roku został odznaczony Legią Honorową.

## Twórczość
We wczesnym okresie swojej twórczości pozostawał pod wpływem Oliviera Messiaena. Następnie uległ wpływom René Leibowitza, jego Wariacje na fortepian i 10 instrumentów należą do najwcześniejszych utworów francuskich utrzymanych w ścisłej technice dwunastotonowej. Kompozytor szybko popadł jednak w konflikt między uprawianą przez siebie awangardową twórczością muzyczną a wymogami stawianymi muzyce przez ideologię komunistyczną, w wyniku czego odrzucił dodekafonię i dokonał znaczącego uproszczenia swojego języka dźwiękowego. W połowie lat 50. w twórczości Nigga nastąpił przełom artystyczny i próba poszukiwania własnego stylu, który łączyłby komunikatywność z osiągnięciami awangardy. Kompozytor posługiwał się wówczas różnorodnymi technikami, od ścisłej tonalności po elementy dodekafonii, poszukując inspiracji artystycznych w literaturze i malarstwie. 

## Wybrane kompozycje
(na podstawie materiałów źródłowych)

### Utwory orkiestrowe
- poemat symfoniczny Timour (1944)
- 3 mouvements symphoniques (1948)
- Koncert na fortepian, instrumenty dęte drewniane i perkusję (1948)
- poemat symfoniczny Pour un poète captiff (1950)
- 2 koncerty fortepianowe (I 1954, II 1971)
- Koncert skrzypcowy (1957)
- Musique funèbre na smyczki (1959)
- Jérôme Bosch Symphonie (1959)
- Koncert na flet i smyczki (1961)
- Visages d’Axël (1967)
- Fulgur (1969)
- Fantes de l’Imaginaire (1974)
- Scènes concertantes na fortepian i smyczki (1975)
- Mirrors for William Blake na orkiestrę i fortepian (1978)
- Millions d’oiseaux d’or (1981)
- Koncert altówkowy (1988)
- Poème (1989)

### Utwory kameralne
- Wariacje na fortepian i 10 instrumentów (1946)
- Suita na skrzypce, altówkę, wiolonczelę i harfę (1952)
- Sonata na skrzypce solo (1965)
- Pièce na trąbkę i fortepian (1972)
- Pièce na flet i fortepian (1976)
- Kwartet smyczkowy (1982)
- Duo élégiaque na wiolonczelę i fortepian (1985)
- Arioso na skrzypce i fortepian (1987)
- Sonata skrzypcowa (1994)

### Utwory fortepianowe
- 3 sonaty (I 1943, II 1965, III 1984)
- Deus pièces (1947)
- Le tombeau de Jérôme Bosch (1958)
- Deux images de nuit (1997)
- Tumultes (1998)

### Utwory wokalno-instrumentalne
- Quatre mélodies sur des poèmes de Paul Eluard na sopran i fortepian (1948)
- Le fusillé inconnu na głos, recytatora i orkiestrę (1949)
- Les vendeurs d’indulgences na głos, recytatora, chór i orkiestrę (1953)
- Prière pour le Premier Jour de l’Eté na baryton, recytatora, chór, chór dziecięcy i orkiestrę (1956)
- L’Entrange Aventure de Gulliver a Lilliput na recytatora, chór dziecięcy i zespół instrumentów (1958)
- La Croisade des Enfants na chór, chór dziecięcy i zespół instrumentów (1959)
- Histoire d’Oeuf na 2 recytatorów, 6 perkusistów, fortepian i czelestę (1961)
- Le Chant du dépossédé na baryton, recytatora i orkiestrę (1964)
- Du clair au sombre na sopran i orkiestrę kameralną (1986)

### Balet
- Billard (1950)